# Andreas Hykade

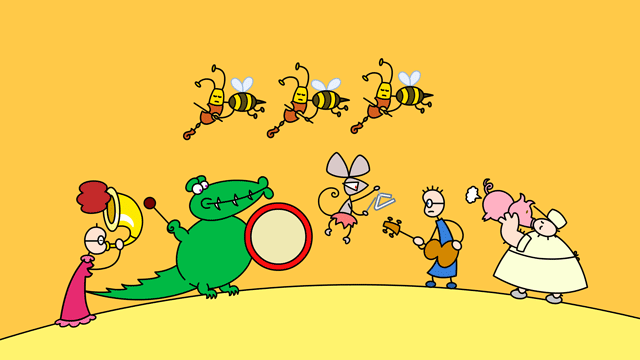
Tom und das Erdbeermarmeladebrot mit Honig

Andreas Hykade (* 1968 in Altötting) ist ein deutscher Trickfilmregisseur, der mit seinen Ideen und Bildern Zeichentrickfilme für Erwachsene, aber auch Kinder erfindet und herstellt.

## Leben und Werk
Zu Hykades bekanntesten Arbeiten zählen Videos für die deutsche Band Die Toten Hosen (Zehn kleine Jägermeister und Walkampf) und den italienischen DJ Gigi D’Agostino (Bla Bla Bla und The Riddle), sowie die Serie Tom und das Erdbeermarmeladebrot mit Honig, aber auch seine Kurzfilme laufen auf weltweiten Trickfilmfestivals (Wir lebten im Gras, Ring of Fire). Die musikalische Komposition seines Animationsfilms Love & Theft wurde 2010 beim Trickfilmfestival Stuttgart mit dem Sonderpreis Music for Animation ausgezeichnet. Hykade ist regelmäßig zu Gast beim Trickfilmfestival Stuttgart und liefert dazu zahlreiche Filmpräsentationen und Rahmenprogrammpunkte.
Der bayerische Künstler fand nach seinem Studium an der Filmakademie Baden-Württemberg ein berufliches Zuhause im Stuttgarter „Studio Filmbilder“, das ihn kreativ und produktionstechnisch bei den meisten Projekten begleitet. Von 2005 bis 2010 war er Professor an der Kunsthochschule Kassel. Im Jahr 2006 beendete er den mit dem Deutschen Kurzfilmpreis ausgezeichneten Kurzfilm Der Kloane, in dem er eigene Erlebnisse und Gefühle verarbeitet. 
Ab 2008 war Hykade als Professor an der Harvard University tätig. Seit 2011 lehrt er am Animationsinstitut der Filmakademie Baden-Württemberg, seit 2015 leitet er es. 2019 erhielt er eine Einladung zur Mitgliedschaft in der Academy of Motion Picture Arts and Sciences, die den Oscar verleiht.

## Filmografie (Auswahl)
- 1990: Der König ist tot (The King is Dead)
- 1995: Wir lebten im Gras (We Lived in Grass)
- 2000: Ring of Fire
- 2004–2012: Tom und das Erdbeermarmeladebrot mit Honig
- 2006: Der Kloane (The Runt)
- 2010: Love & Theft
- 2014: Nuggets
- 2020: Altötting